# Dragoș Vodă
Dragoș Vodă è un comune della Romania di 2 906 abitanti, ubicato del distretto di Călărași, nella regione storica della Muntenia.
Il comune è formato dall'unione di 3 villaggi: Bogdana, Dragoș Vodă, Socoalele.